# Сво
Сво (Fo, Shwo, Sô, Sso, Swo) — язык банту, на котором говорят группы народов со и фо в Восточном регионе, некоторые в административном округе Верхний Ньонг, в кантонах Мелан и Эмване субокруга Аконолинга округов Мфуму и Ньонг Центрального региона в Камеруне.
У сво есть диалекты меван-со, со, эмване-со. Один диалект был под влиянием языка бети, а мелан-сво — под влиянием языков булу и эвондо. У диалектов есть лексикон, и у них есть различия в произношении, но не передана проблема с взаимной понятностью[стиль].
Алфавит на латинской основе: A a, B b, D d, E e, Ə ə, F f, G g, I i, Ɨ ɨ, K k, L l, M m, N n, Ŋ ŋ, O o, P p, S s, T t, U u, V v, W w, Y y, Z z.